# Mercedes 35 PS
Mercedes 35 PS byl závodní automobil německé společnosti Daimler-Benz. Byl vytvořen roku 1901 a představen na akci Race Week ve francouzském městě Nice. Šlo o závodní automobil. Vyrobilo se pouze 36 kusů, které jsou dnes z většiny majetkem Muzea Mercedes-Benz. Šlo o první automobil, který nesl označení Mercedes, podle jména dcery rakousko-uherského automobilového závodníka a konstruktéra Emila Jellinka. Někteří lidé jej považují za první moderní osobní automobil.

## Vývoj
Automobil vytvářel tým konstruktérů, mezi nimž vyniká Wilhelm Maybach a Emil Jellinek, po jehož dceři Mercedes nese vůz jméno. Wilhelm Maybach byl i hlavním designérem.

## Technika
Automobil má výkon 35 koní, což ho ve své době činilo nejvýkonnějším vozem na světě. Vůz měl čtyřválcový motor o celkovém objemu 5918 centimetrů krychlových.Automobil byl dodáván ve dvou provedeních – s karoserií standardní, se kterou dosahoval rychlosti 75 km/h, a sportovní karoserií, která byla významně odlehčená. Díky této upravené konstrukci dosahovalo vozidlo až 90 km/h, což byla v jeho době vysoká rychlost, které dosahovala jen hrstka nejrychlejších aut.
Motor obsahoval čtyři litinové válce. Dosahoval 300–1000 otáček za minutu. Maximální rychlosti i výkonu dosahoval při 900 otáčkách za minutu.

## Historie
Roku 1900, kdy zemřel zakladatel automobilky Gottlieb Daimler, přišel hlavní tým Daimler-Benz s návrhem sportovního vozu s výkonem 35 koní. Návrhem byl pověřen hlavní designér společnosti Wilhelm Maybach a konstruktérem Emil Jellinek.
Již v roce 1900 měla společnost na tyto vozy 34 předobjednávek. První vůz byl Jellinkovi dodán v prosinci téhož roku. Na veřejnosti byl poprvé představen 4. ledna 1901. 
Během roku 1901 bylo dodáno celkem 36 vozů 35 PS v celkové hodnotě 550 000 marek.

## Moderní podoba
V roce 2019 byl představen automobil Mercedes-Benz Vision Simplex, který je připomínkou tohoto opomíjeného automobilu.

## Název
Tento automobil jako první vůz Daimler-Benz nesl název Mercedes. Hlavním konstruktérem a autorem nápadu totiž byl Emil Jellinek, jehož dcera se jmenovala Mercedes. Druhá část názvu, 35 PS, je odvozena od výkonu 35 koní (Pferdestärke). 